# Claire City
Claire City é uma cidade  localizada no estado norte-americano de Dacota do Sul, no Condado de Roberts.

## Demografia
Segundo o censo norte-americano de 2000, a sua população era de 85 habitantes.
Em 2006, foi estimada uma população de 83, um decréscimo de 2 (-2.4%).

## Geografia
De acordo com o United States Census Bureau tem uma área de
0,5 km², dos quais 0,5 km² cobertos por terra e 0,0 km² cobertos por água. Claire City localiza-se a aproximadamente 374 m acima do nível do mar.

## Localidades na vizinhança
O diagrama seguinte representa as localidades num raio de 28 km ao redor de Claire City.